# Niet Uit Het Raam
Niet Uit Het Raam (NUHR) is een Nederlandse cabaretgroep, bestaande uit Joep van Deudekom, Peter Heerschop, Viggo Waas en Eddie B. Wahr. De groep maakte al spraakmakende cabaretprogramma's toen de heren gevraagd werden voor het VARA-televisieprogramma Kopspijkers.

## Geschiedenis
Niet uit het raam werd in 1987 opgericht toen de heren iets wilden doen voor het lustrumfeest van de Academie Lichamelijke Opvoeding waar ze op zaten. Omdat ze niet inspeelden op de actualiteit, beschouwden ze zichzelf niet als cabaretier. Bovendien waren ze niet politiek geëngageerd en brachten ze eigenlijk ook geen boodschap over.
In datzelfde jaar (1987) deden ze mee met Cameretten, en kregen landelijke bekendheid toen ze wisten door te dringen tot de finale. Met hun eerste avondvullende programma "De Kift" stonden ze in 1988 in de Nederlandse theaters. De populariteit van het gezelschap groeide onder cabaretliefhebbers en NUHR maakte regelmatig een nieuwe theatervoorstelling.
Eind jaren 1990 werd De Ploeg opgericht. Deze groep bestond behalve uit Joep van Deudekom, Peter Heerschop en Viggo Waas ook uit Han Römer, Titus Tiel Groenestege, Genio de Groot

## Programma's
- 1987: niewiezegtzegtniewiewie (Cameretten)
- 1988: De Kift
- 1990: Wonderkinderen
- 1992: Sprokkelaars
- 1993: Uitverkorenen
- 1994: Het verdrag
- 1994: Niet uit het raam zingen (liedjesprogramma)
- 1994: Het leven is... (televisieprogramma)
- 1996: Afgeragd
- 1996: Niet uit het raam luisteren (liedjesprogramma)
- 1997: Aardige mensen (televisieprogramma)
- 1997: Alle dertien NUHR (liedjesprogramma)
- 1997: NUHR-tv (televisieprogramma)
- 1998: De Ploeg: Vinger in de pap (met De Ploeg)
- 1998: Kruistocht (met Eddie B. Wahr)
- 1999: De Ploeg II: En nu.. revue! (met De Ploeg)
- 2000: De nacht van NUHR (eenmalige voorstelling)
- 2000: Driestuiversopera (toneelstuk: De Ploeg met Carice van Houten en Margôt Ros van NNT)
- 2001: Hangplek
- 2002: Wachten op Godot (toneelstuk van NNT met Viggo Waas, Peter Heerschop, Justus van Oel, Hans Riemens en Andrew Makkinga)
- 2002: Familie van der Ploeg (kinderserie voor de VPRO)
- 2002: Festen (toneelstuk: De Ploeg met Piet Römer, Saskia Temmink en Ria Marks)
- 2003: Over de top winnaar (Poelifinario 2004)
- 2005-2006: Vendetta, De Godvader deel IV (toneelstuk: De Ploeg met Najib Amhali, Lies Visschedijk en Marisa van Eyle)
- 2007: Natuurlijke selectie
- 2008: Ben Hur
- 2010-2011: Het werkt wel
- 2012: De ploeg danst op de vulkaan: 2012
- 2013-2014: Back to Basic
- 2015-2017: Draai het eens om (winnaar  Poelifinario 2016)
- 2018: Alle 30 NUHR

## Discografie
- 1994: Niet uit het raam zingen
- 1996: Niet uit het raam luisteren
- 1998: Alle dertien NUHR
- 2001: Zinloos genieten

## Prijzen
- 2004 - Poelifinario 2004
- 2016 -  Poelifinario 2016
- 2018 - Zilveren Raampje, prijs van het theater De Kleine Komedie voor artiesten die een speciale culturele prestatie hebben neergezet.[1]